# Estadi de Mestalla
L'Estadi de Mestalla és un camp de futbol situat a la ciutat de València, entre l'avinguda d'Aragó i de Suècia. Propietat del València CF, va ser inaugurat el 1923. El seu nom es deu a la Séquia de Mestalla, que antigament passava junt al camp.
Amb una capacitat de 49.430 espectadors i unes dimensions de 105x68 metres,l'estadi està classificat entre els més intimidatoris i respectats d'Europa, juntament amb altres estadis com Anfield o l'Estadi Olímpic de Roma. En el rànquing europeu, és el 34è estadi amb més capacitat.

## Història

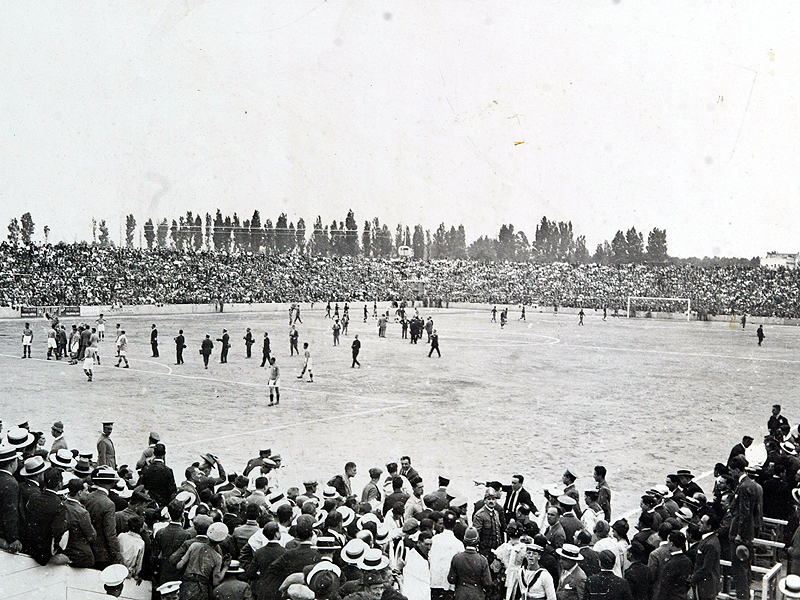
L'estadi poc després de la seua inauguració l'any 1923

Després d'haver jugat durant quatre anys jugant al Camp d'Algirós, i en no tenir aquest la capacitat i les mesures necessàries, el club va decidir construir un estadi nou. Els terrenys de Mestalla van ser els escollits i comprats per 316.439,20 pessetes. La redacció del projecte va ser encarregada a l'arquitecte i soci del club Francisco Almenar Quinzá, mentre que les obres de construcció van ser adjudicades al també soci Ramon Ferrer Aguilar. Mestalla tenia en els seus inicis una capacitat per a 17.000 aficionats.
L'Estadi de Mestalla va ser inaugurat el dia 20 de maig de 1923. El primer partit que va albergar va ser contra el Llevant FC i va finalitzar amb la victòria del València 1-0 amb gol de Montes. Ja el 1925 va albergar el primer partit de la selecció espanyola a València. El 1927 es van dur a terme importants reformes, projectades per les mateixes persones que s'encarregaren de la seua construcció, que constituïen un salt de qualitat i mostraven la intenció del València d'estar a l'avantguarda del futbol espanyol i europeu. Es va realitzar la primera ampliació de la graderia, que augmentà la capacitat del recinte de 17.000 a 25.000 places, i es va construir una tribuna coberta recolzada sobre unes bigues que li donava a l'estadi un aspecte anglés. Així mateix, també el 1927 se sembrà per primera vegada gespa al camp, ja que fins aleshores es jugava en terra.
La temporada 1931-32, tres anys després de crear-se la lliga espanyola de futbol, el València va disputar el seu primer partit de primera divisió a Mestalla. Va ser contra el Real Unión de Irún i va acabar amb victòria local per 5-1. A la Guerra Civil espanyola va ser utilitzat com a camp de concentració i va quedar molt deteriorat, amb la qual cosa va haver de ser reconstruït totalment.
Als anys 50 es va ampliar novament fins a arribar a una capacitat de 45.000 espectadors, però poc després va quedar molt afectat a causa de la gran riuada de 1957. El 1959 es van fer algunes millores, com ara la llum artificial, que es va estrenar en un partit amistós entre el València CF i el Stade de Reims francés, que acabà amb victòria del València per 2-1.
El 1969 el president Julio de Miguel va proposar canviar el nom de l'estadi pel nom del president Lluís Casanova Giner. Els socis aprovaren per majoria la proposta i Mestalla passa a denominar-se Estadi Luís Casanova. Aquest nom fou oficial fins al 1994, quan el mateix Lluís Casanova demanà per escrit que es restituïra el nom original de l'estadi. El rètol de la façana de l'avinguda de Suècia no es va modificar fins a la temporada 1999-00.
Després de les últimes reformes l'estadi té una capacitat de 55.000 seients.

## El Nou Mestalla
El club està en procés de construcció del nou estadi: el Nou Mestalla, el disseny avantguardista del qual va ser presentat en públic el divendres 10 de novembre de 2006 i la seua ubicació final serà l'Avinguda de les Corts Valencianes. Com curiositat, cal dir que per aquests nous terrenys adquirits discorre la séquia de Mestalla, el cabal de la qual de les seues aigües servia per a moure els queixals del desaparegut "molí de la Marquesa", a Campanar. La seua construcció es va iniciar l'1 d'agost de 2007 i es preveia la seua finalització per a maig del 2009, i tindrà, quan s'acabi, una capacitat per a 75.000 espectadors. La greu crisi econòmica del València CF, que no va poder vendre les parcel·les del vell Mestalla al preu previst, van crear un enorme forat en les arques valencianistes i, de retruc, van provocar que es paressin les obres a mitja construcció, sense conèixer-se la data de represa de l'estadi. Aquesta situació límit es va veure complicada amb l'esclat de la bombolla immobiliària a Espanya i la crisi global del 2008/09. De moment, temporada 2020/21, el VCF juga els partits al vell Mestalla.

## Esdeveniments
Va ser seu de la selecció espanyola a la Copa del Món de Futbol de 1982 i als Jocs Olímpics de Barcelona'92.
També ha estat l'escenari de diverses finals de Copa del Rei de futbol i camp del Llevant UE durant un breu període, a causa que aquest havia venut el seu estadi per construir un nou.
A la fi dels anys 70 i principis dels 80 es duu a terme l'adequació de l'estadi per a acollir trobades de la fase final de la Copa Mundial de Futbol de 1982 que es va disputar en Espanya. L'estadi va ser la seu dels tres partits que va disputar la Selecció espanyola de futbol en la primera fase de grups contra Hondures, Iugoslàvia i Irlanda del Nord.
En l'estiu de 1992 va ser una de les quatre seus que acollien partits de futbol en els Jocs Olímpics de Barcelona 1992, i novament va acollir els partits del grup de la selecció Olímpica de futbol d'Espanya com ja ho va fer en el Mundial 1982. Espanya es va enfrontar a Colòmbia, Egipte i Catar. A més, també es van disputar partits del grup C com el Marroc-Corea del Sud, Paraguai-Corea del Sud i Paraguai-el Marroc. Els quarts de final entre Espanya i Itàlia i la semifinal d'Espanya contra Ghana també es van disputar en l'Estadi Luis Casanova.